# 嵐山森林鐵路
嵐山森林鐵路為一座位在臺灣花蓮縣秀林鄉山區的林業鐵路運輸系統，該森林鐵路的2號索道曾是全球最長的林業用索道，並且該鐵路所在的太魯閣林場曾是臺灣東部三大林場之一，當前該座森林鐵路系統已停用廢棄。
索道頭起點為秀林鄉水源村（鄰近花蓮市國福里及吉安鄉太昌村），有太昌線鐵路連結至台東線田浦車站（現已廢止）。

## 沿革

### 日治時期
嵐山森林鐵路最早是在臺灣日治時期1943年（昭和18年）由當時的南邦林業株式會社進行山區林業開發，並且隸屬在該公司旗下的花蓮港支社。最早的嵐山鐵道是於花蓮港支社正式開採的兩年後進行鋪設，總長6公里。
南邦林業株式會社持續經營嵐山，直到戰後移交林產管理局:205。

### 戰後至今
二戰結束後，因接收不及，太魯閣的森林伐採仍由南邦林業株式會社繼續經營:205。直到1946年（民國35年）9月後，行政長官公署農林廳林產管理委員會才接收，嵐山森林鐵路也包含在內一併移交，並改名為花蓮港山場:205。1947年，林產管理局成立，太魯閣林場被暫劃為隸屬於太平山林場之下的太魯閣分場:205。
1948年（民國37年）太平山林場太魯閣分場正式獨立為太魯閣林場。
1951年（民國40年），太魯閣林場計畫開闢新路線，於隔年1952年（民國41年）完工，一共興建有總長9.5公里，並正式命名為太魯閣主線的鐵道，以及長1.4公里的支線。此外也興建一條連接位在佐倉的木材存放場至臺鐵臺東線與林場之間的鐵路路線（長3.7公里）。
1951年（民國40年），由於佐倉的木材存放場腹地過小，加上砂婆礑溪的橋梁時常損壞，經太魯閣林場重新檢討後進行改線計畫，平地鐵道不再過溪，改由太昌興建1.5公里路線至新建的新1號索道著點。
而新1號索道著點往山區前進至嵐山工作站的新線上共有架設3條索道，於1956年（民國45年）5月完成，其中，三條索道的斜距依序分別為1,560、1,600、1,400公尺，新2號索道更號稱「東亞第一長索道」。
1960年（民國49年）後，太魯閣主線繼續延伸擴建，最終延伸總長為42公里。
1977年（民國66年）以後，臺灣省政府實施「台灣林業經營改革方案」，將臺灣的森林經營改以多目標的保育與利用為前提，而使得伐木業務逐漸減少，當時的哈崙工作站也開始結束伐木業務，改以造林為主。於1989年（民國78年）7月嵐山工作站正式裁撤並且連帶的嵐山森林鐵路也結束營運使用荒廢至今。
2019年（民國108年），林務局花蓮林區管理處有意斥資廿一億元再生，並於同年2月於所在地水源村召開公聽會，預計同年8月底完成可行性評估；同年8月16日，水源村進行部落諮商同意權行使會議，由秀林鄉公所代為召開，經部落諮商會議結果為贊成開發嵐山索道。

## 設施

### 鐵道
| 路線名稱           | 路線長度（公里） | 起點           | 終點             | 爬升率 | 沿線橋梁數 | 沿線隧道數 |
| ------------------ | ---------------- | -------------- | ---------------- | ------ | ---------- | ---------- |
| 太昌線             | 1.5              | 田埔           | 佐倉第一號索道   | 2.0%   | 3          | 0          |
| 太魯閣線           | 42               | 嵐山新一號索道 | 木瓜林區第23林班 | 2.0%   | 222        | 5          |
| 支線（立霧溪支線） | 1.4              |                |                  |        |            |            |

### 索道
| 索道編號 | 斜距（公尺） |
| -------- | ------------ |
| 1號索道  | 1,560        |
| 2號索道  | 1,600        |
| 3號索道  | 1,400        |

### 車輛
- 蒸汽機關車[14]

美國製造，以煤炭為燃料，運轉整備重量18噸，製動機具有手剎車及空氣剎車兩種，發動後可牽引重量95公噸，為世界上甚少見會爬山的機關車。
- 汽油機關車[14]

日本製造，以汽油為燃料，最大馬力為50匹馬力，總排氣量1600立方公分，總重量45噸，發動後可牽引10節小台車，載重量40公噸左右，服務於木瓜林區管理處約30年（包含嵐山、哈崙、林田山的森林鐵路），1980年（民國69年）6月30日後停駛。
- 台車

### 工作站
- 嵐山工作站

嵐山工作站設置於太魯閣主線5.4公里處，站內設置有林務局行政單位、機械工廠、小型的製材廠以及林務局聘僱伐木工之宿舍區，總駐紮人員至正式裁撤前約有50多名工作人員及行政人員，總占地面積約2公頃。

## 相關圖片

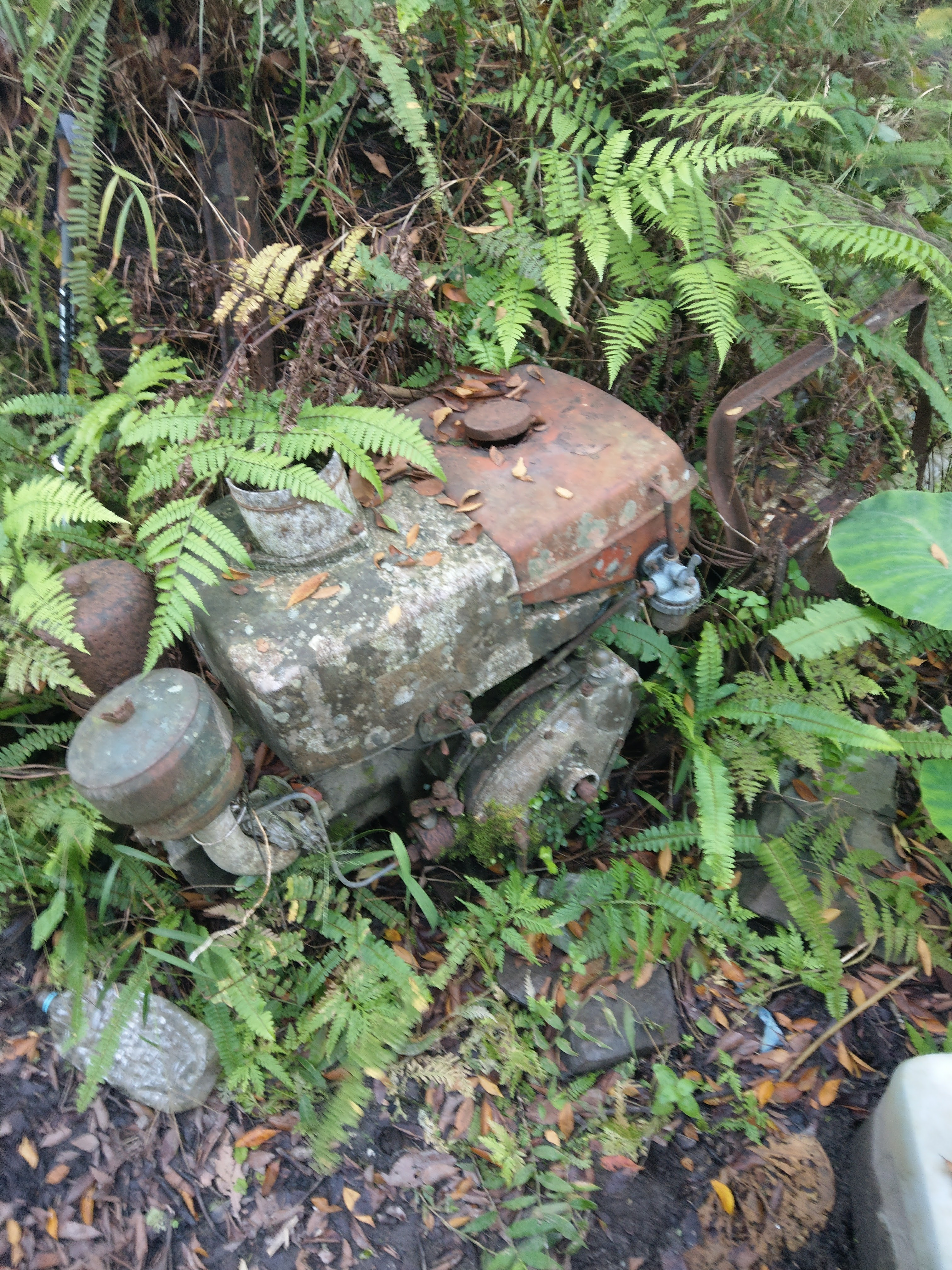
嵐山森林鐵道廢棄機械構件
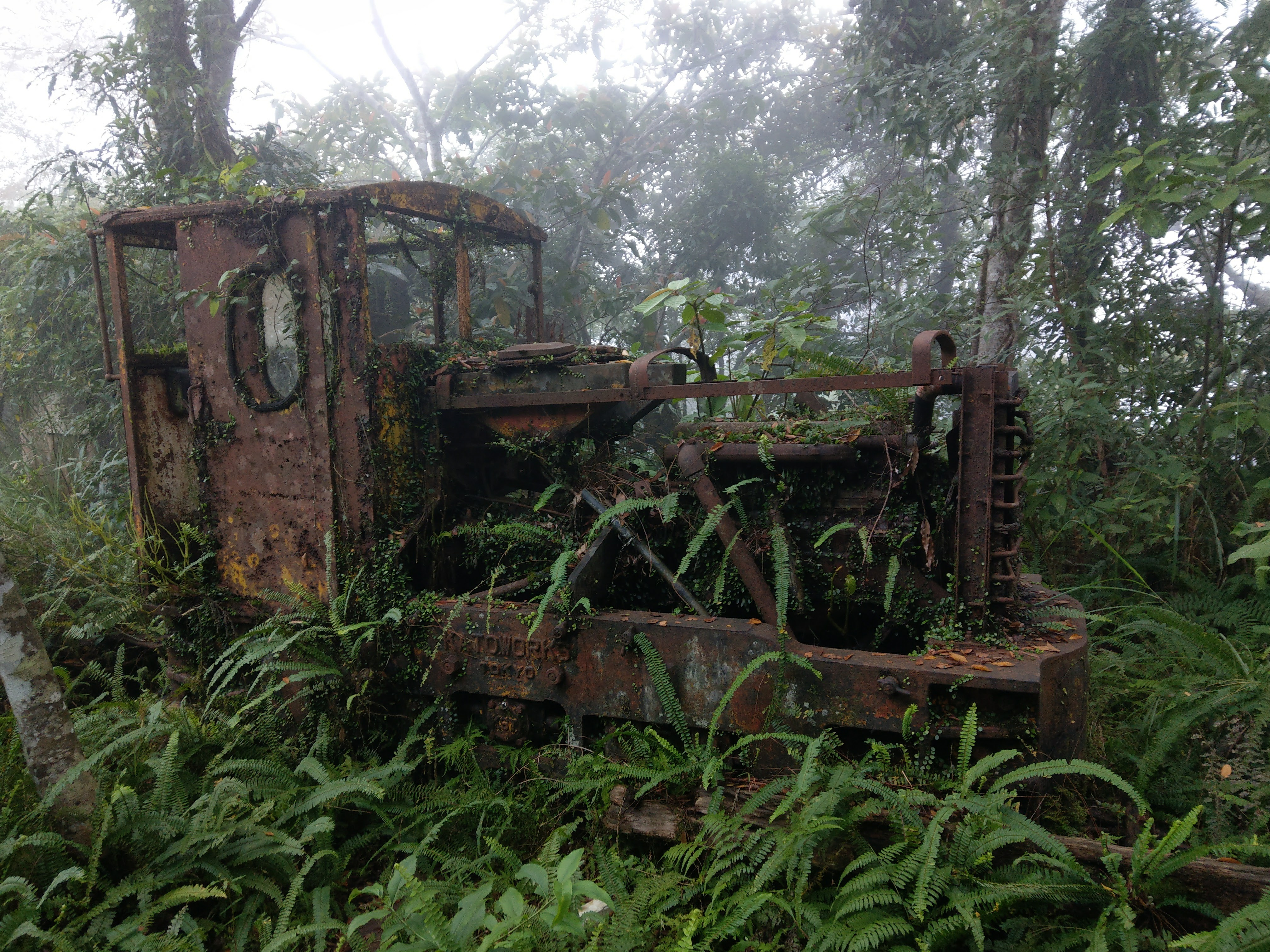
嵐山鐵道廢棄火車頭
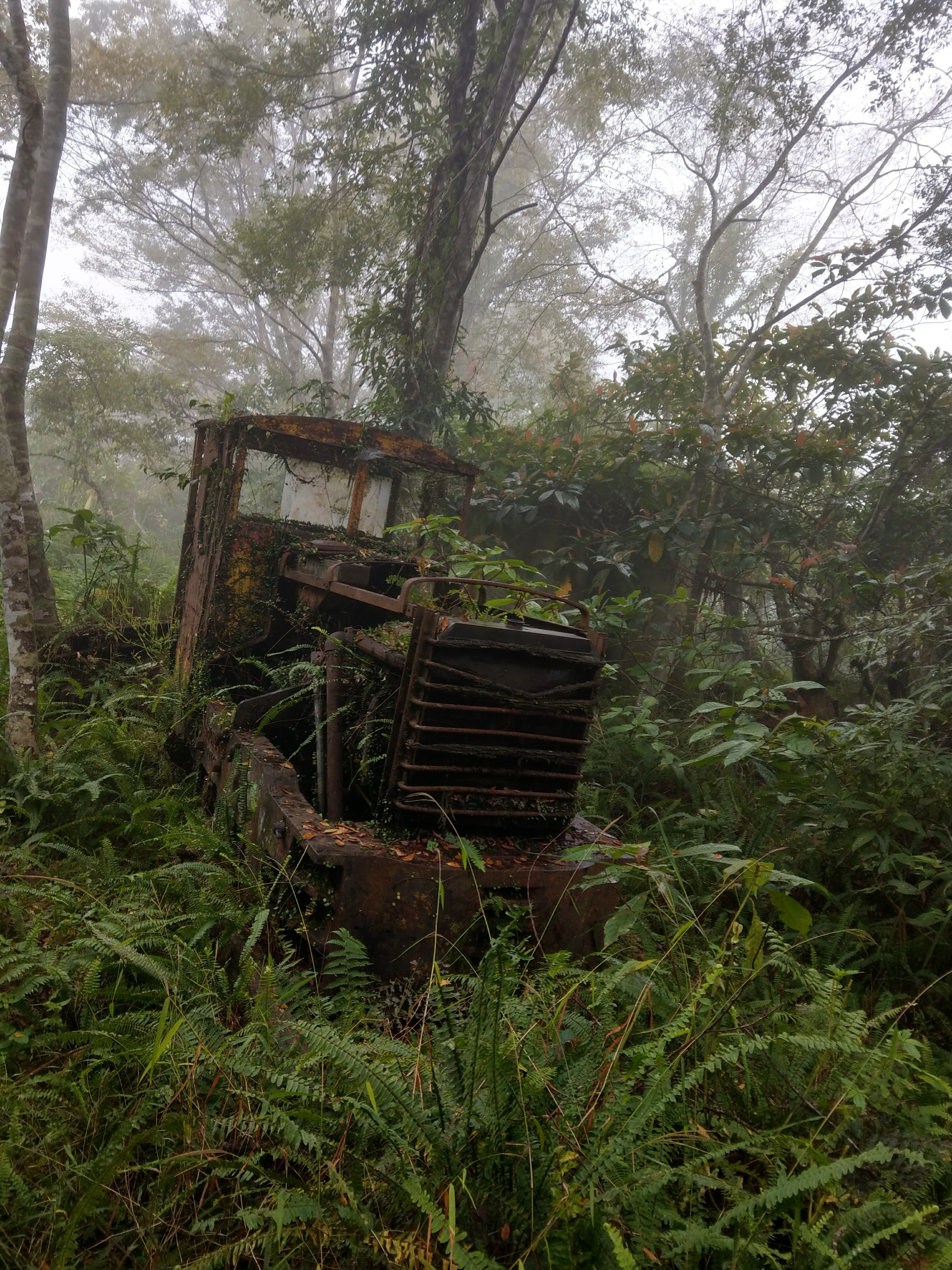
嵐山鐵道廢棄火車頭
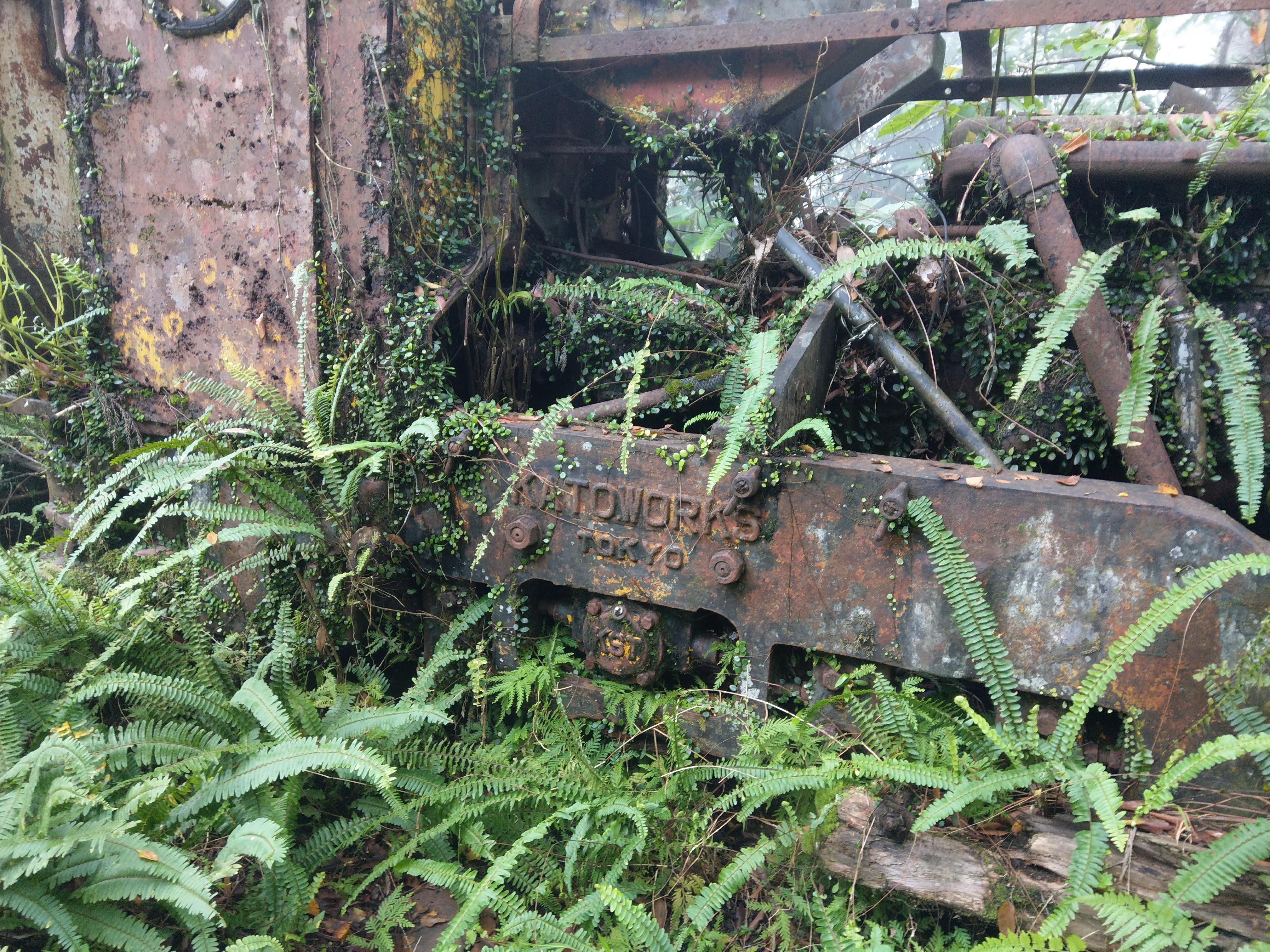
嵐山鐵道廢棄火車頭近照
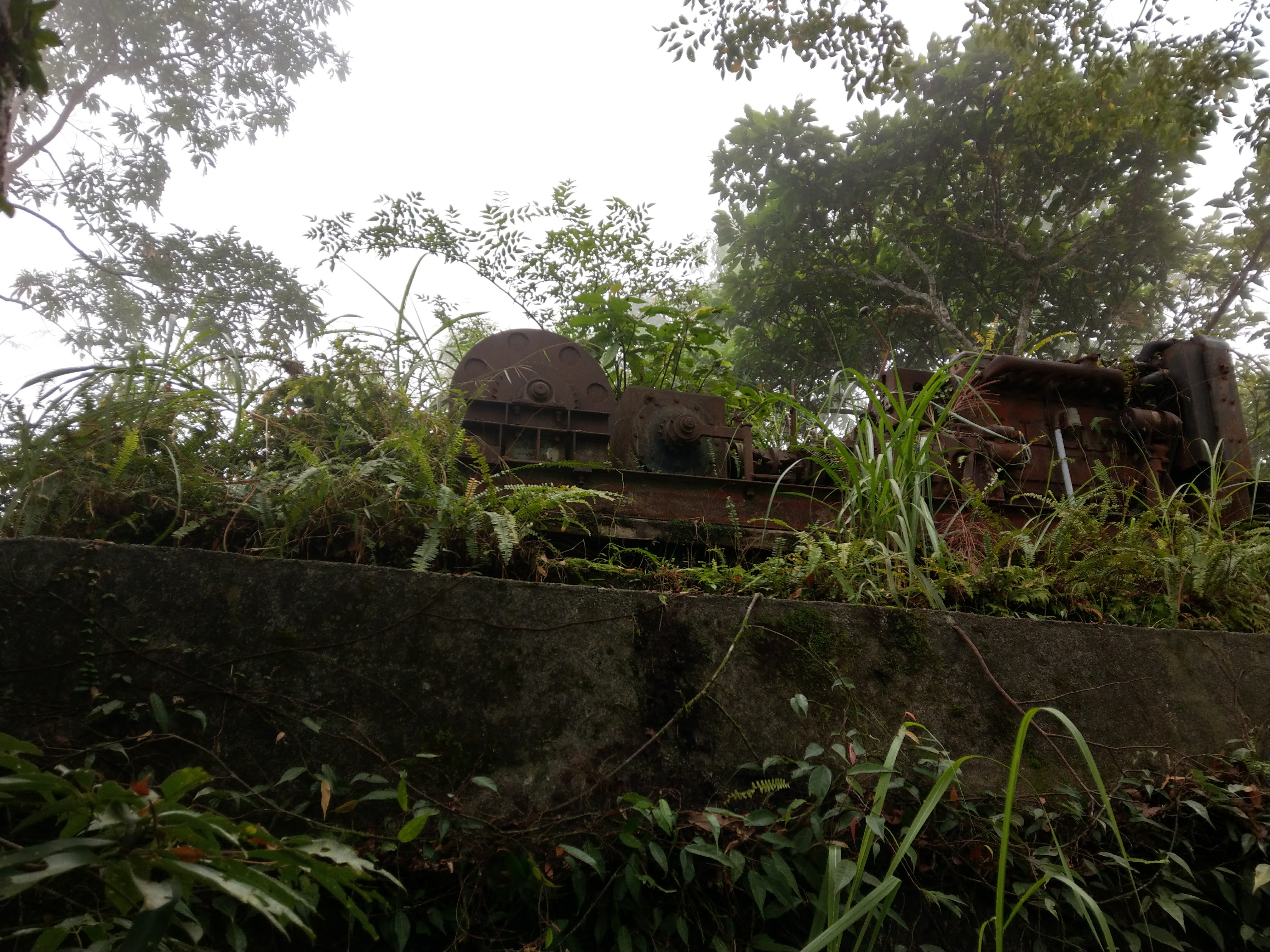
新一號工寮附近的索道機關
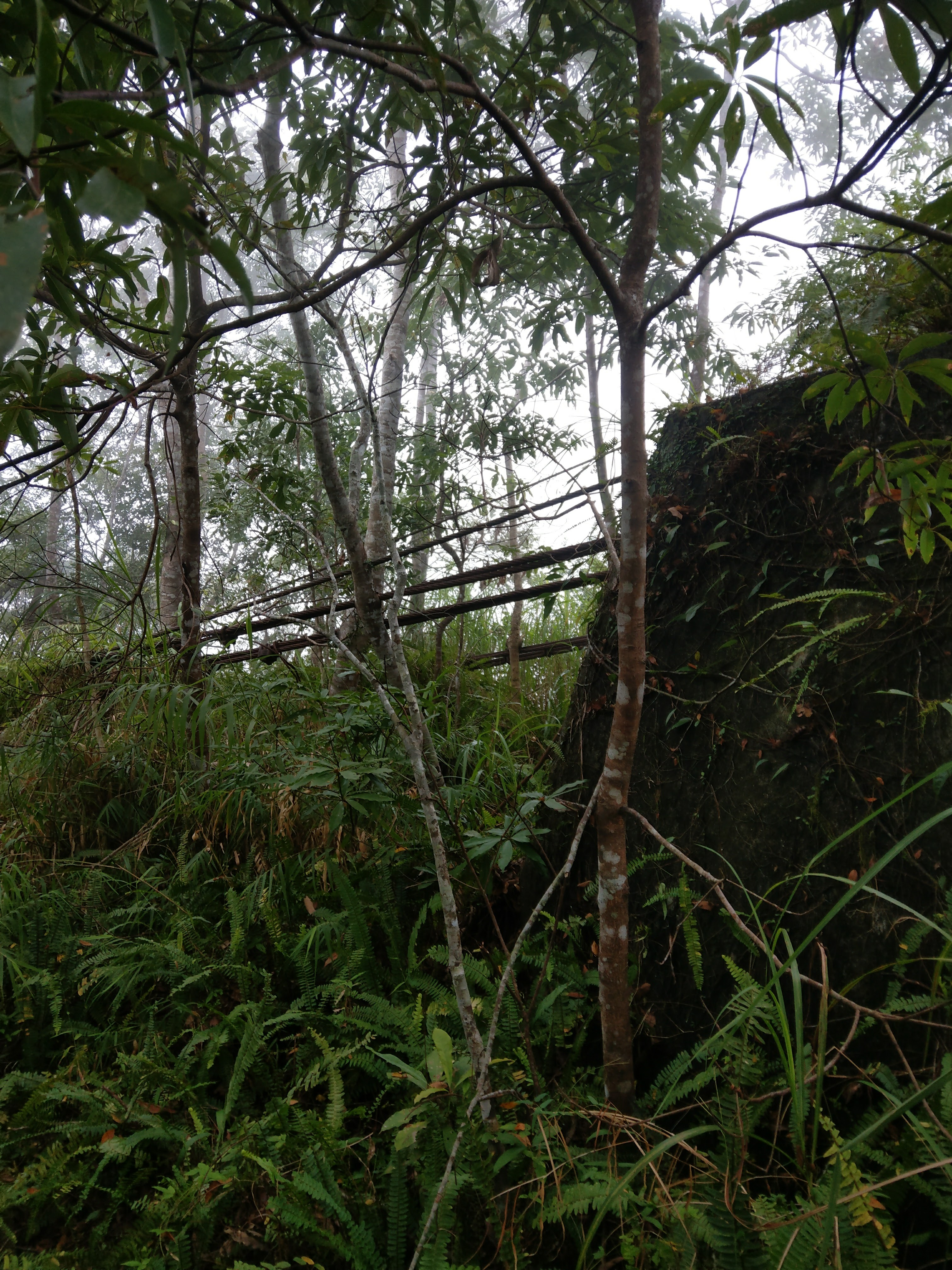
新一號工寮附近的索道

## 外部連結
- 東部探險-嵐山工作站 （页面存档备份，存于）
- 嵐山工作站走三回 @ mountain1225的網路日誌 :: 隨意窩 Xuite日誌 （页面存档备份，存于）
- 台湾林鉄1　嵐山（日語）